# Friedrich Joseph Stöhr
Friedrich Joseph Stöhr (* 11. April 1802 in Fulda; † 11. Juni 1875 in Rückers) war ein deutscher Politiker.

## Leben
Als Sohn eines Finanzkammerregistrators geboren, studierte Stöhr nach dem Besuch des Gymnasiums in Fulda Rechtswissenschaften in Bonn und Kameralwissenschaften in Würzburg und Jena. Während seines Studiums wurde er 1819 Mitglied der burschenschaftlichen Allgemeinheit Bonn, 1820 der Alten Würzburger Burschenschaft Germania und 1820/21 der Burschenschaft Germania Jena. 1821 ging er von der Universität ab, erlernte die Landwirtschaft und war dann auf verschiedenen Gütern tätig; 1823 in Holzkirchen in Franken, die meiste Zeit jedoch im familiären Betrieb in Rückers. Er heiratete eine Bauerntochter. 1835 wurde er Dorfbürgermeister in Rückers und 1842 in die Kurhessische Ständeversammlung gewählt. Dieser gehörte er auch von 1845 bis 1847 an. 1847 war er auch Vorsitzender des Landwirtschaftsvereins im Kreis Fulda.